# Video on demand
Video on demand (VOD, "Video på begäran") eller beställvideo innebär att filmer/TV-program distribueras till tittare via någon form av nätverk på tittarens begäran. VOD kan förekomma i Kabel-TV, IPTV eller via en dator med internet (så kallad strömning). Det kan också förekomma via parabol genom en så kallad hybridbox – en digitalbox för satellitsändningar med ingång för bredbandssignal.
VOD har funnits sedan början av 1990-talet, men har periodvis varit kantat av tekniska problem.
Tekniskt innebär VOD att filmerna/TV-programmen lagras på en server hos operatören och när tittaren beställer filmen/TV-programmet sker först eventuella betalningstransaktioner och därefter börjar filmen/TV-programmet spelas upp hos tittaren. I äkta VoD-system kan tittaren trycka paus samt spola fram och åter under uppspelningen av filmen/TV-programmet. 
Några exempel på svenska "on demand"-tjänster är eller var SVT Play, TV4 Play, Headweb, SF Anytime, Filmnet, Film2home, Viaplay och Voddler.
En närbesläktad teknik kallas "near VoD" och innebär att en TV-operatör sänder ut samma film/TV-program på ett antal kanaler med viss förskjutning så att tittaren kan börja se på filmen nästan när som helst.
Pay-per-view (PPV) innebär att tittaren betalar per visning. Det är vanligt för exempelvis direktsända sportsändningar när tittare inte vill teckna dyrare abonnemang.

## Användning

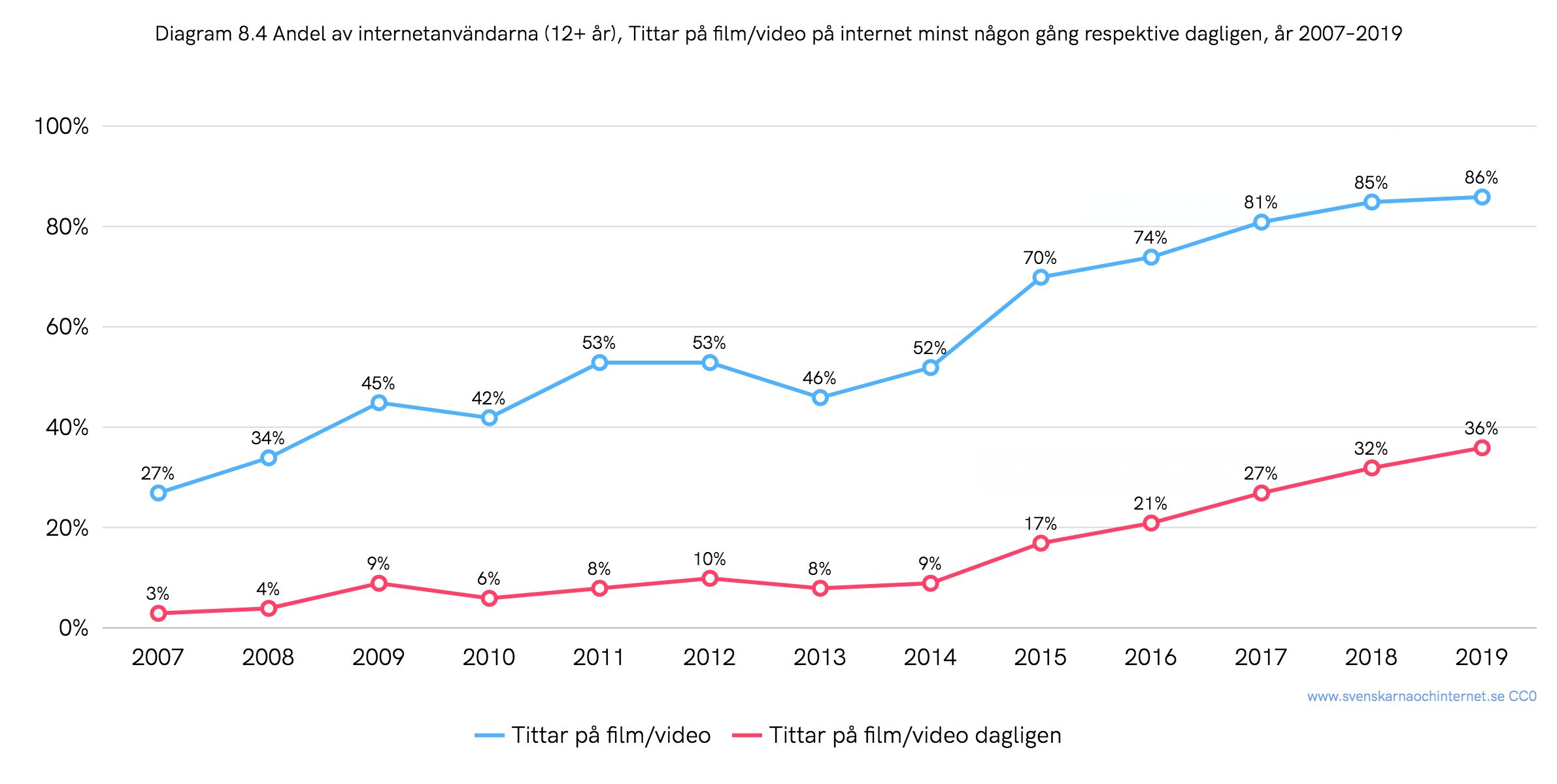
Andel svenska internetanvändare som någon gång respektive dagligen tittat på film eller video över internet 2007–2019.

Enligt en sammanställning av EU:s statistikmyndighet Eurostat tittade i genomsnitt 56 procent av européerna på TV och video på internet år 2016. Svenskarna, norrmännen och danskarna låg högt över snittet med drygt 80 procent.
Enligt en svensk undersökning tittade 86 procent svenska internetanvändare på film eller video över internet år 2019, och 36 procent gjorde det dagligen. Det är en siffra som ökat kraftigt under 2010-talet; åren 2011–2014 tittade cirka 50 % på film över internet. Framförallt så ökade det dagliga tittandet kraftigt; på fem år fyrdubblades siffran från 9 procent år 2014 till 36 procent år 2019. Den snabba ökningen skulle kunna förklaras med att allt fler hushåll under de åren fick fast bredband med högre kapacitet samt att mobilnäten blev utbyggda med en nästan rikstäckande 4G-teknik.